# Чёрное (озеро, Ширинский район)
Чёрное — пресноводное озеро на северо-западе Ширинского района Хакасии, располагается в Чулымо-Енисейской котловине, в междуречье Белого Июса и Чёрного Июса.
Зеркало озера расположено на высоте 435,4 метров над уровнем моря. Площадь водной поверхности — 30,8 км². Площадь водосбора составляет 236 км². Имеет трапециевидную форму, длина около 7,5 км, максимальная ширина в южной части — 5,1 км. Длина береговой линии — 23,3 км. Максимальная глубина составляет 5 м.
В озеро впадает речка Безымянная и два ручья без названия. На юго-востоке вытекает река Чёрная, правый приток реки Белый Июс. Берега холмистые — невысокие горы подступают к озеру с западной стороны. На юге — болото Черноозерное. На северном берегу расположился посёлок Чёрное Озеро. На восточном берегу встречаются солончаки. До 80% дна озера покрывает серый ил, на остальные 20% приходится глина и песок. Преимущественный тип питания снего-дождевой.
Озеро Чёрное используется местным населением в рекреационных целях (целебные грязи, родники) и для рыболовства. Из ихтиофауны распространены карась, окунь, щука и плотва. 